# Chrast
Město Chrast (skloň. podle vzoru kost) se nachází v okrese Chrudim v Pardubickém kraji necelých dvanáct kilometrů jihovýchodně od Chrudimi. Žije zde přibližně 3 200 obyvatel. Historické jádro města je městskou památkovou zónou.

## Historie
Chrast založili pravděpodobně mniši z podlažického kláštera. Vesnice byla poprvé nepřímo míněna roku 1318 v predikátu Radslava z Chrastu. Klášter zničili roku 1421 husité a císař Zikmund roku 1436 zapsal celý klášterní majetek Janu Pardusovi z Vratkova. Až do konce patnáctého století byla Chrast uváděna jako ves. Poprvé ji jako městečko označil Zdeněk Kostka z Postupic, když v roce 1493 povolil jejím obyvatelům rozšířit jejich majetek a osvobodil je od všech platů. Městečko bývalo pravděpodobně neopevněné, ale vjezd do něj umožňovaly dvě brány zbořené údajně roku 1829. Jedna stávala v ulici Boženy Němcové u severního zámeckého křídla a druhá v místech velké křižovatky západně od Náměstí. Roku 1524 povolil panovník Kostkům z Postupic rozšířit výsady městečka o právo týdenního trhu a dvou jarmarků.
Poté obec patřila různým šlechticům, od roku 1559 rodu Slavatů z Chlumu a od roku 1644 biskupství královéhradeckému. Zámek začal stavět Albrecht Slavata z Chlumu roku 1601 a podstatně jej rozšířili biskupové v 18. století. Roku 1853 byla Chrast povýšena na město.

## Přírodní poměry
Kolem východního okraje města protéká potok Žejbro, který svou vodou napájí Chrašický rybník. Svah na pravém břehu potoka je chráněn jako přírodní památka Chrašická stráň.

## Části města
Město se člení na čtyři místní části, které jsou shodné s katastrálními územími.
- Chrast
- Chacholice
- Podlažice
- Skála – k. ú. Skála u Chrasti

## Doprava
- Silnice II/358 přes okružní křižovatku
- Silnice II/355 přes okružní křižovatku
- Silnice II/356 odpojuje se od II/358 v místní části Podlažice.
- Železniční trať 238 Pardubice – Havlíčkův Brod

## Pamětihodnosti
- Zámek Chrast je čtyřkřídlá jednopatrová stavba s velkým čtvercovým dvorem. Nejstarší severní křídlo je renesanční, v přízemí otevřené arkádami do dvora. Východní barokní křídlo má mansardu, bohatě zdobenou fasádu, středový rizalit se štítem a hranolovou věžičku s hodinami. V patře nad průjezdem do zahrady je kaple sv. Jana Nepomuckého s cennými obrazy podlažického rodáka Antonína Machka (1775–1844). V zámku je obecní úřad a městské muzeum. Za zámkem je rozsáhlá barokně založená zahrada francouzského stylu, po roce 2000 obnovená. Adresou je zámek přiřazen k náměstí.
- Kostel Nejsvětější Trojice ve středu náměstí je rozměrná barokní trojlodní basilika se dvěma věžemi, postavená v letech 1710–1717 na základech patrně gotické stavby, která roku 1709 vyhořela. Na severní straně vítězného oblouku je cenný obraz Svaté rodiny od M. L. Willmanna z roku 1695, na jižní straně deskový obraz sv. Jana Křtitele od téhož malíře.
- Děkanství na náměstí, patrová barokní budova z let 1712–1722
- Pomník obětem první a druhé světové války na náměstí
- Socha svatého Jana Nepomuckého na náměstí
- Krucifix na rozcestí k nádraží z roku 1790.

Chrašice:
- Hřbitovní kostel svatého Martina z roku 1721, šestiboký s obdélnou kruchtou a trojbokým presbytářem, připomíná sloh Jana Blažeje Santiniho
- Chrašická barokní sýpka ze druhé poloviny 18. století
- Vodárna u Chrašického rybníka z let 1746–1755 na místě starší věže z roku 1663.[5]

## Osobnosti
Na chrasteckém zámku zemřel český šlechtic a královéhradecký biskup Jan Josef říšský hrabě Vratislav z Mitrovic. Na místním hřbitově byl v pondělí 19. listopadu 1956 pochován 22. biskup královéhradecký Mořic Pícha.

### Rodáci
- Antonín Machek (1775–1844), malíř, narozený v Podlažicích
- Jan Nepomuk Filcík (1785–1837), není rodák, ale v Chrasti žil; hudební pedagog a autor knihy První metodika školního zpěvu.
- Ludwig August Frankl von Hochwart (1810–1894), německy píšící básník
- Karel Bláha (1887–1917), těsnopisec
- Jindřich Heisler (1914–1953), surrealistický básník a výtvarník
- Martin Dejdar (* 1965), herec a bavič

## Galerie

Chrast
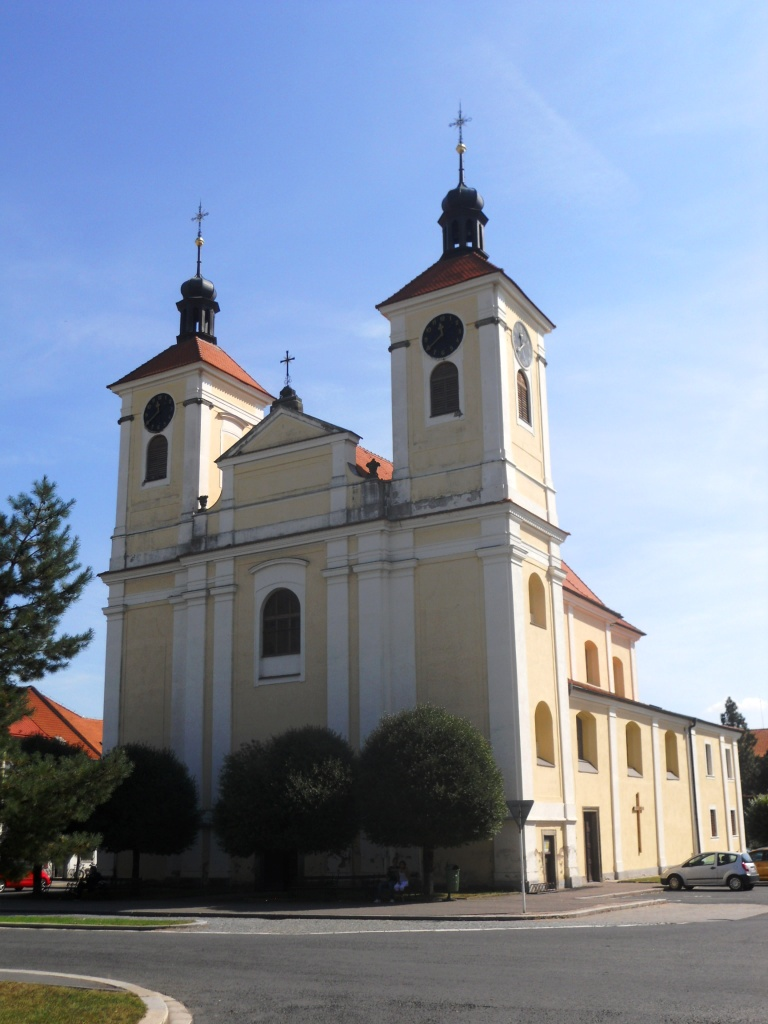
Kostel Nejsv. Trojice od západu
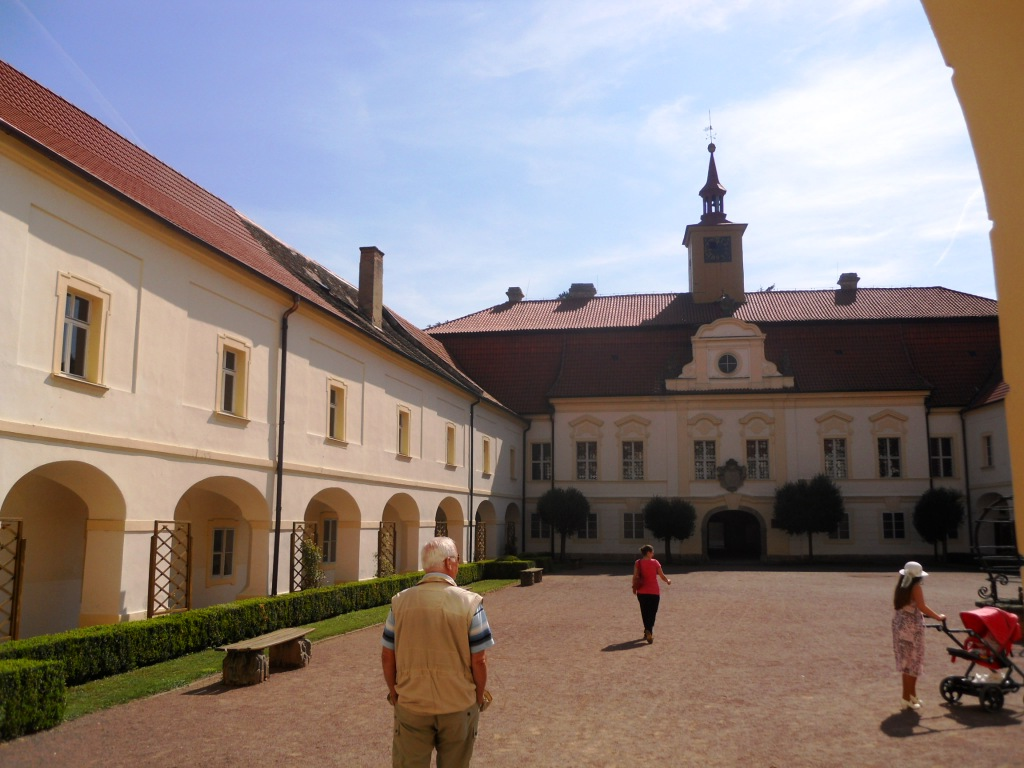
Nádvoří zámku
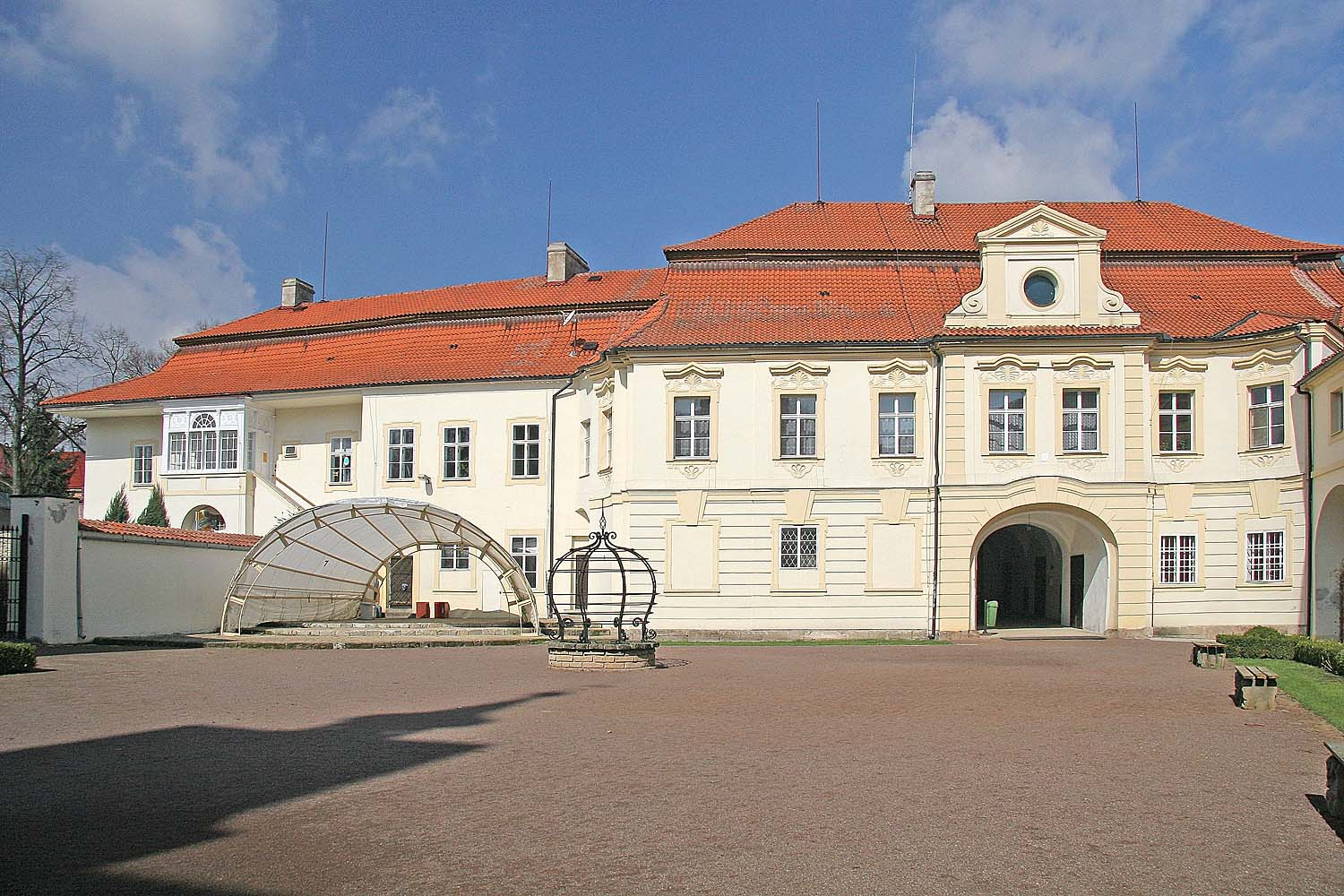
Nádvoří zámku v Chrasti
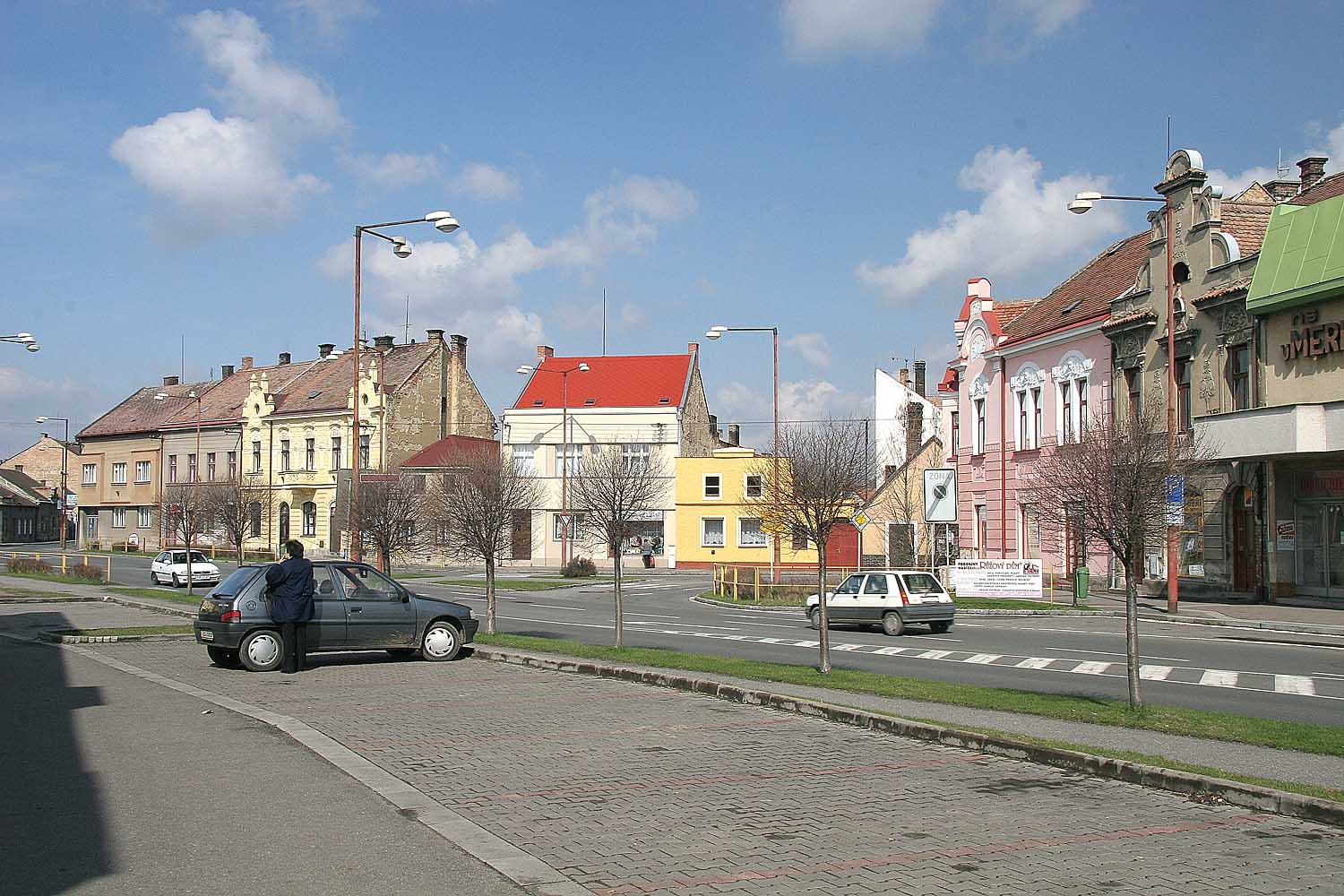
Náměstí v Chrasti
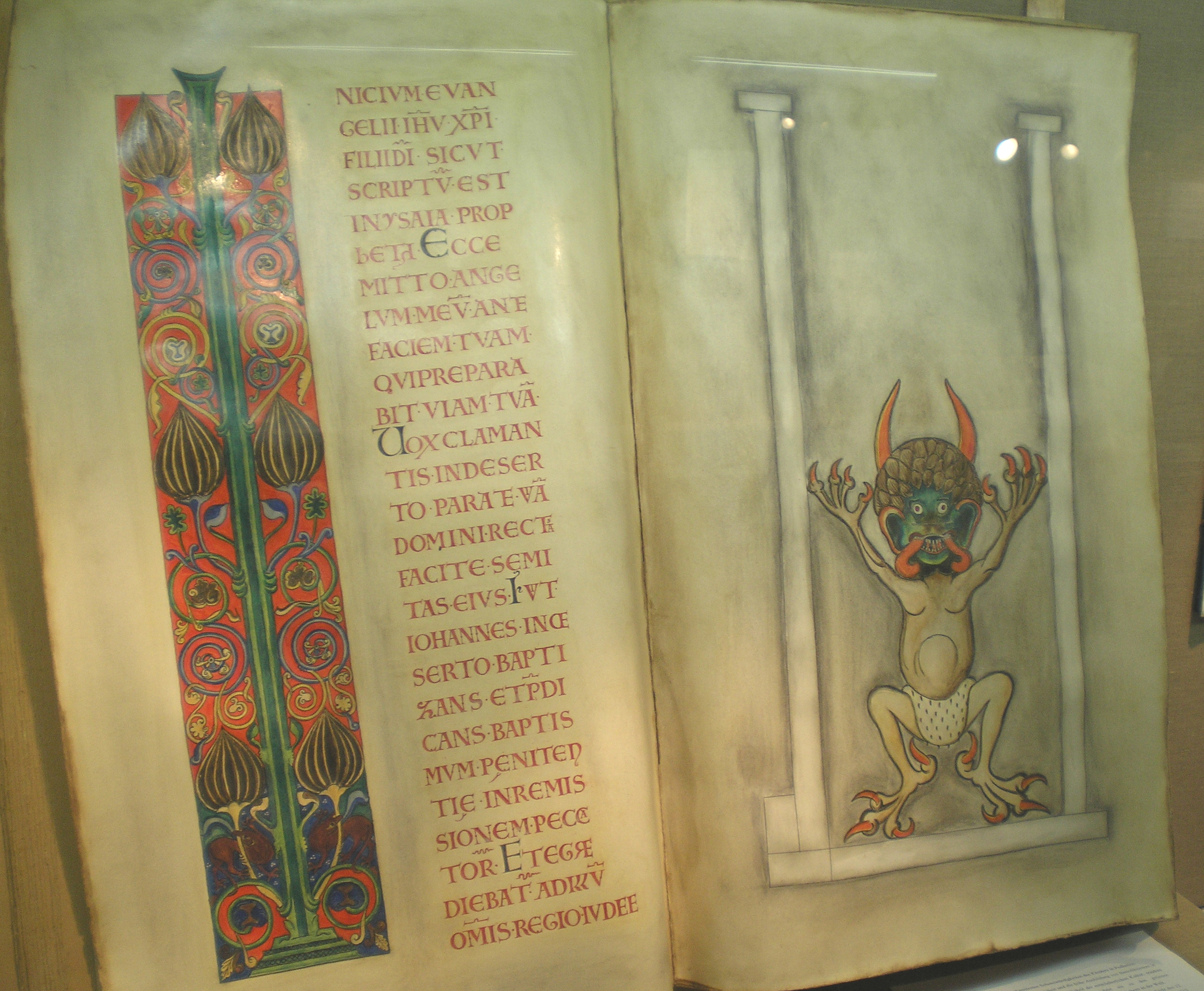
Maketa kodexu Gidas
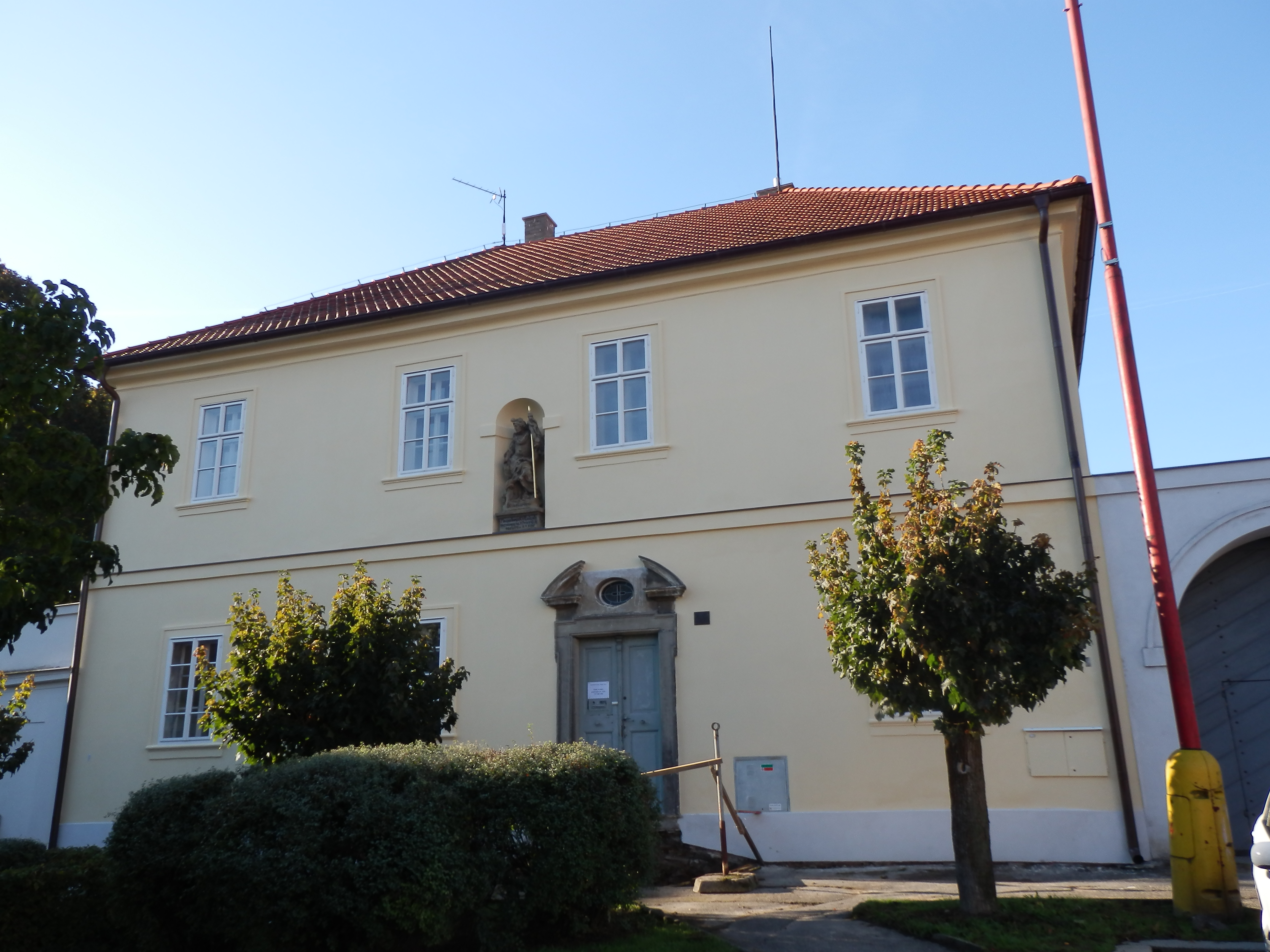
Děkanství
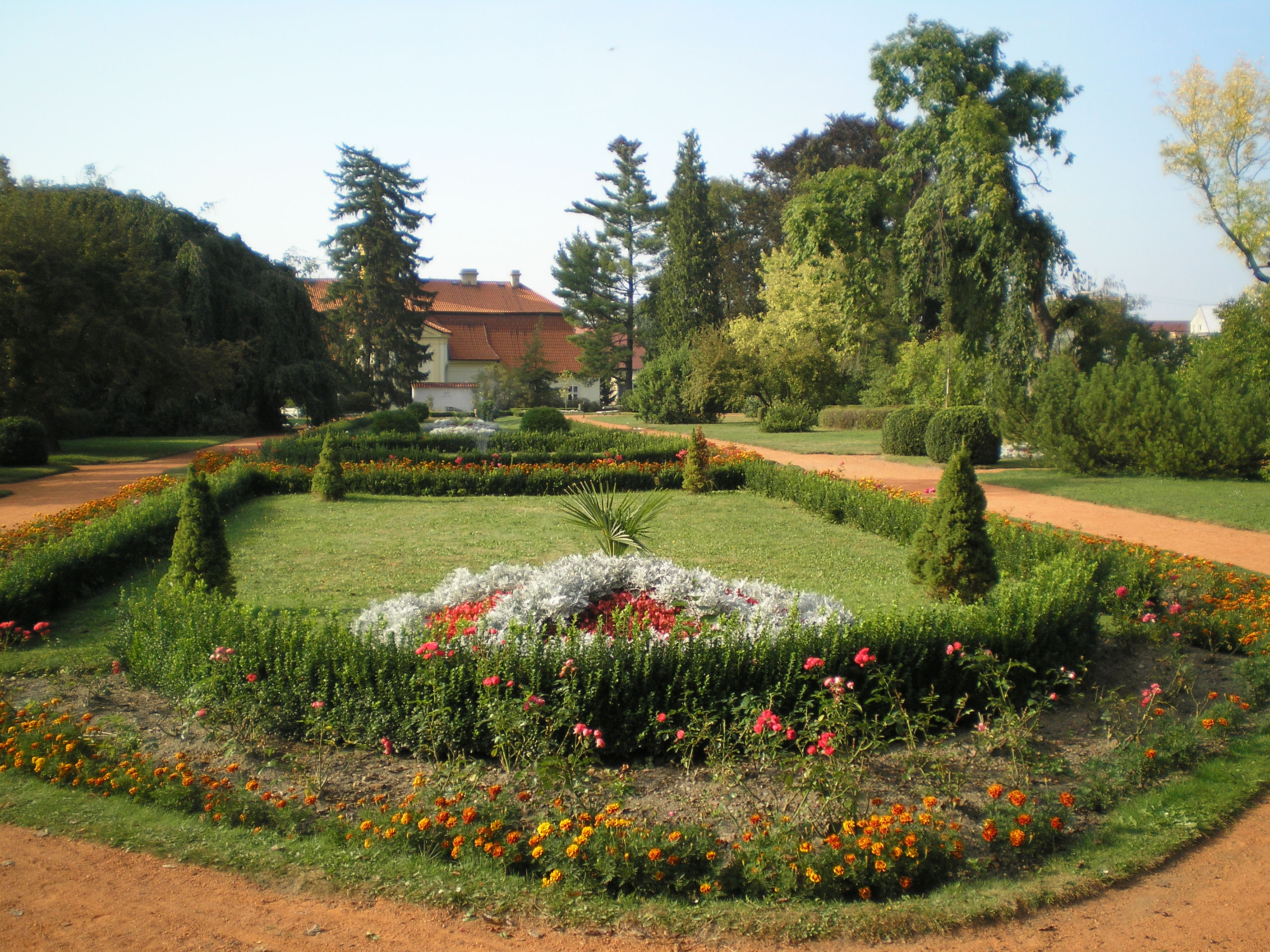
Zámecká zahrada